# Makita

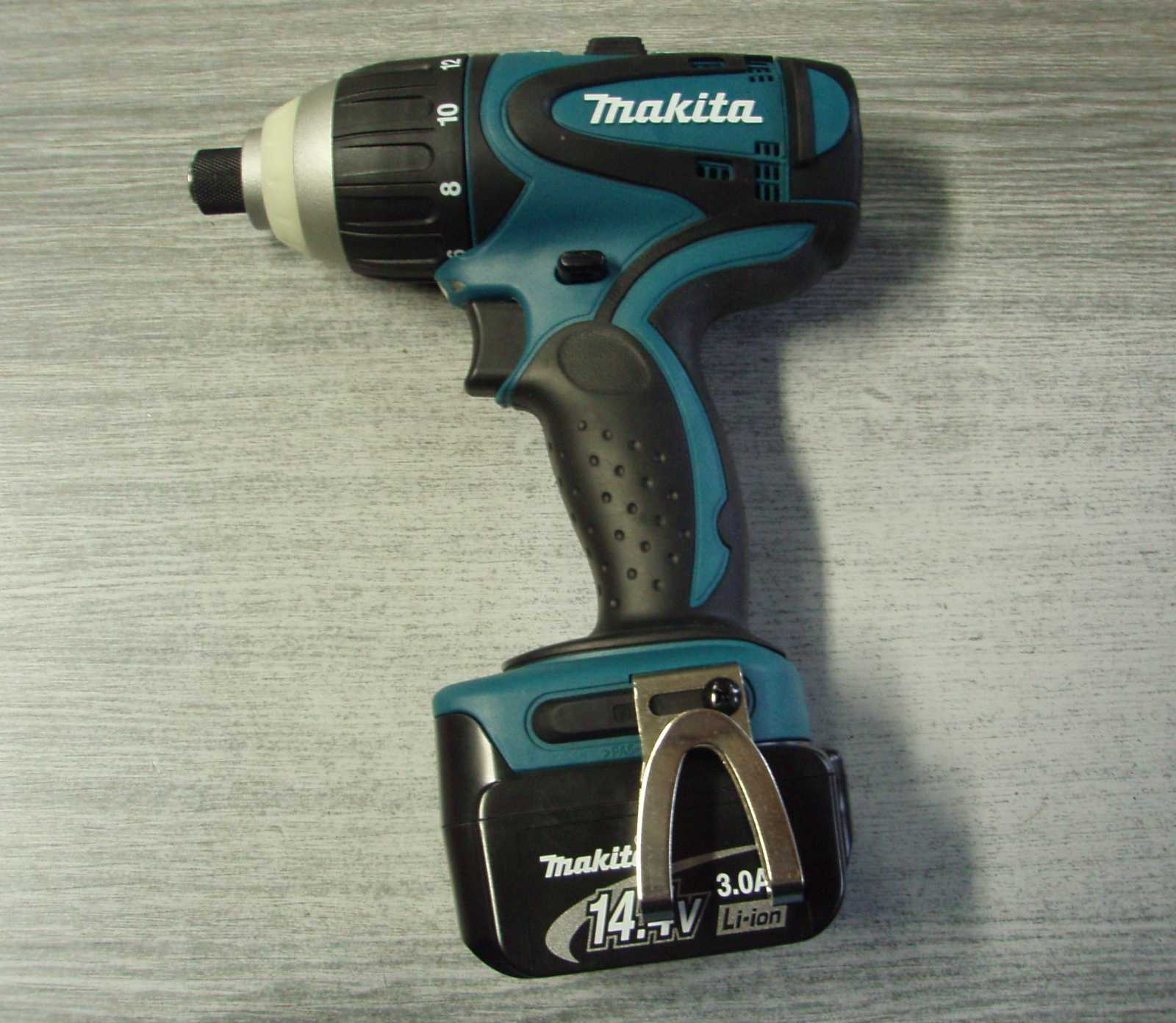
Makita márkájú elektromos kéziszerszám

A Makita Corporation (TYO: 6586, NASDAQ: MKTAY) egy japán szerszám- és gépgyártó vállalat, amelyet 1915-ben alapítottak Japánban. Székhelye Andzsó. A Makita gyárakat működtet Brazíliában, Kanadában, Kínában, Japánban, Mexikóban, Romániában, Angliában. Az Amerikai Egyesült Államokban jelentős összeszerelő üzemet működtet. Az éves forgalma kb. 1,8 milliárd dollár.

## Története
1915 márciusában Mosaburo Makita (1893-?) megalakította a Makita Electric Works céget Nagoya-ban. Ekkor világítástechnikai eszközöket, motorokat és transzformátorokat forgalmaztak és javítottak. 1958-ban elkészítik az első elektromos kézi gyalujukat és a következő évben szerszámgép gyártással kezdenek el foglalkozni. 1969 áprilisában bemutatják a 6500D típusú akkumulátoros fúrógépüket, ez az első újratölthető akkumulátorral rendelkező szerszámgépük. 1978 decemberében bemutatják az első nikkel-kadmium akkumulátorral rendelkező fúrógépüket, a 6010D típust. 1997 augusztusában bemutatják az első nikkel-metál-hidrid akkumulátorral rendelkező fúró-csavarbehajtójukat (6213D) a Chicago Hardware Show-on. 2005 februárjában bemutatják az első lítiumion-akkumulátor akkumulátort.
2019. október 9-én bejelentik a 40V-os Li-ion akkumulátoros gépcsaládjukat, várhatóan 2020-ban jelennek meg a gépek a piacon.

## Fordítás
- Ez a szócikk részben vagy egészben  a   Makita című angol Wikipédia-szócikk fordításán alapul.  Az eredeti cikk szerkesztőit annak laptörténete sorolja fel. Ez a jelzés csupán a megfogalmazás eredetét és a szerzői jogokat jelzi, nem szolgál a cikkben szereplő információk forrásmegjelöléseként.